# Paraepepeotes szetschuanicus
Paraepepeotes szetschuanicus là một loài bọ cánh cứng trong họ Cerambycidae.